# Noemi Stella
Noemi Stella (2 de febrero de 1997) es una deportista de Italia que compite en atletismo. Ganó una medalla de plata en el Campeonato Mundial de Atletismo Sub-20 de 2016, en la prueba de 10 km marcha.